# Контрада Мираколо (Потенца)
Контрада Мираколо (итал. Contrada Miracolo) је насеље у Италији у округу Потенца, региону Базиликата.
Према процени из 2011. у насељу је живело 23 становника. Насеље се налази на надморској висини од 522 м.